# Фаленопсис Стюарта
Фаленопсис Стюарта (Phalaenópsis stuartiána) — епіфітна трав'яниста рослина; вид роду фаленопсис родини орхідних.

## Синоніми
За даними  Королівських ботанічних садів в К'ю :
- Phalaenopsis stuartiana var. nobilis Rchb.f. 1881
- Phalaenopsis stuartiana var. punctatissima Rchb.f. 1882
- Phalaenopsis stuartiana var. bella Rchb.f. 1888
- Phalaenopsis stuartiana f. nobilis (Rchb.f.) Christenson 2001
- Phalaenopsis stuartiana f. punctatissima (Rchb.f.) Christenson 2001

## Природні варіації
- Phalaenopsis stuartiana var.bella Rchb.f. 1888
- Phalaenopsis Stuartiana var.punctatissima Rchb.f. 1882

Синонім:  Phalaenopsis stuartiana var.punctulata Linden 1885 

Пелюстки в середині з рожево-ліловими цятками.
- Phalaenopsis stuartiana var.nobilis Rchb.f. 1881

Пелюстки жовтуваті.

## Історія опису
Вид відкрив в 1881 р. англієць  Вільямом Боксалл (William Boxall), співробітник фірми Хьюго Лоу і К° (lagrelle/Stuartiana/boxall.html «The Orchid Review» novembre 1910). 
 Названий на честь співвласника цієї фірми, дослідника орхідей  Стюарта Лоу (Stuart Low).  Генріх Густав Райхенбах, описуючи рослину, хотів назвати її на честь першовідкривача, але, з невідомих причин передумав і назвав Pha. stuartiana.

## Біологічний опис
Моноподіальний епіфіт середніх розмірів. 

Стебло коротке, приховане основами 2-6 листків.
Коріння гладке, товсте, добре розвинене. Іноді на ньому утворюються «дітки». 

Листки зелені, довгасто-еліптичні, на кінці тупі, з гарним сіро-зеленим мармуровим малюнком, довжиною 20-45 см, шириною 9-10 см. З віком листя стає більш однотонними. З нижнього боку листки мають фіолетовий відтінок. 

Квітконоси понад 60 см, багряного або коричнево-зеленого кольору, китицеподібні або волотеподібні, здатні нести кілька десятків кольорів. У рекордних випадках більш 100. Квіти відкриваються майже одночасно. 

Квіти діаметром 5—6 см, слабоароматні. Чашолистки і пелюстки білі, бічні чашолистки двокольорові. Половинки, звернені вгору, — білі, звернені вниз — жовті з численними пурпурними цятками. 
 Губа трилопатева, жовта з пурпуровими плямами. Тривалість життя квітки близько місяця. Квітучі екземпляри можуть зустрічатися цілий рік, пік цвітіння — з лютого по квітень.

## Ареал, екологічні особливості

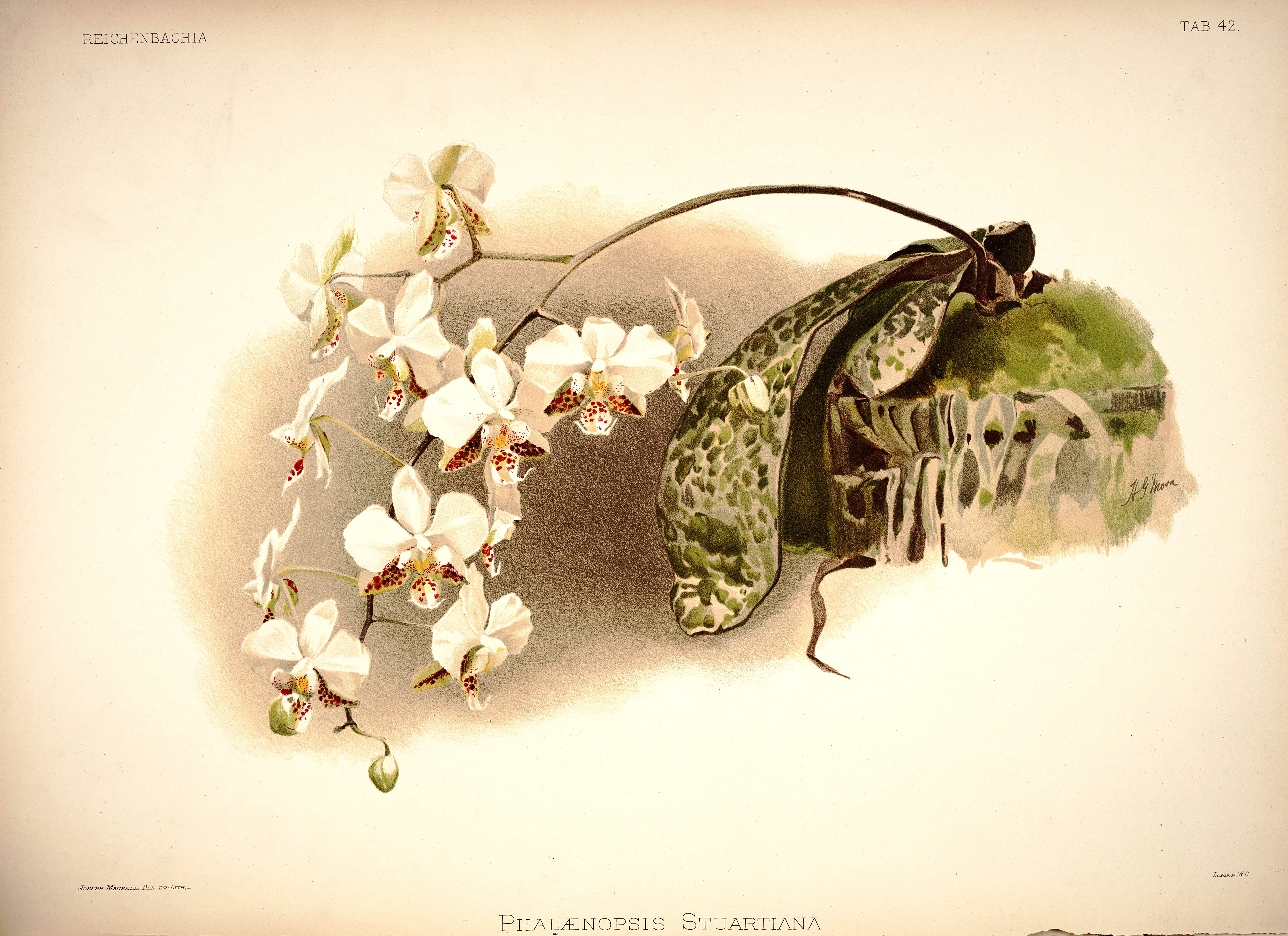
Phalaenopsis stuartiana
ботанічна ілюстрація з книги
Frederick Sander:ReichenbachiaI
Orchids illustrated and described. 1888

Ендемік острову Мінданао (Філіппіни). 
 На стовбурах і гілках дерев у вологих місцях на висоті до 300 метрів над рівнем моря. 

У місцях природного зростання сезонних температурних коливань практично немає. Круглий рік денна температура близько 27—31°С, нічна близько 21—23°С. 
 Відносна вологість повітря від 80 до 90%. 
 Сухого сезону немає, лише влітку спостерігається зменшення середньомісячної кількості опадів до 100 мм. 

Відноситься до числа видів, що охороняються (II додаток CITES).

## У культурі
Температурна група — тепла. Для нормального цвітіння обов'язковий перепад температур день/ніч в 5—8°С. При вмісті рослин в прохолодних умовах спостерігається зупинка зростання.
Вимоги до світла: 1000—1200 FC, 10760—12919 lx.
Загальна інформація про агротехніку у статті Фаленопсис.
Активно використовується в гібридизації.

## Первиннігібриди
За даними phals.net  і The International Orchid Register.

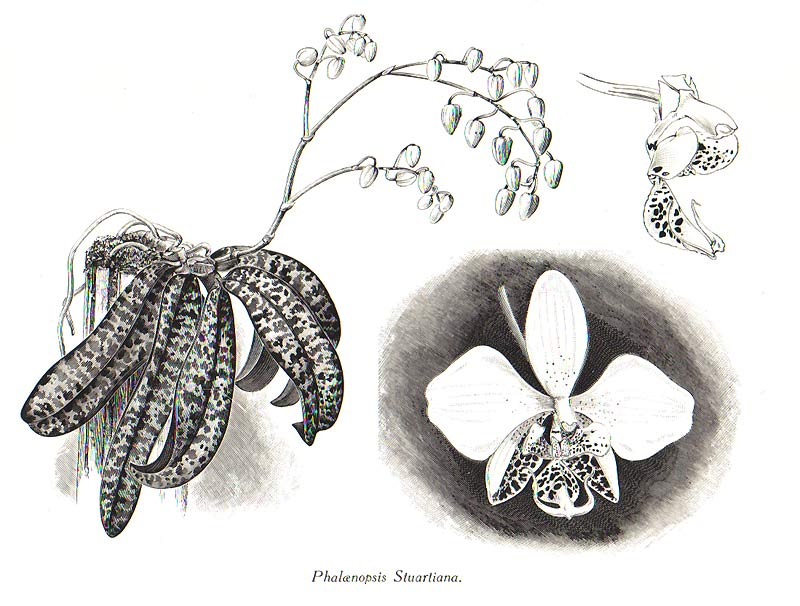
Phalaenopsis stuartiana
Ботанічна ілюстрація з 'The Orchid World' Листопад 1915

- A. Benick - amabilisvar. Rimestadiana×stuartiana(P. Wolter) 1933
- Alice Millard -stuartiana× amboinensis(H. Wallbrunn) 1969
- Alicia Fowler - maculata×stuartiana(H. Wallbrunn) 1984
- Amphitrite - sanderiana×stuartiana(Sanders [St Albans]) 1892
- Andy Jackson - cochlearis×stuartiana(A. Kolopaking) 1982
- Ariadne - aphrodite×stuartiana(Veitch) 1896
- Batangas -stuartiana× lindenii(Fredk.L.Thornton) 1979
- Cassandra - equestris×stuartiana(Veitch) 1896
- Christine Dream -stuartiana× wilsonii(L. Vincent) 1996
- Flores Star -stuartiana× floresensis(Hou-Tse Liu) 2002
- Gretchen -stuartiana× gigantea(Dr Henry M Wallbrunn) 1969
- Harto Kolopaking - viridis×stuartiana(A. Kolopaking) 1989
- Hermione - lueddemanniana×stuartiana(Veitch) 1899
- Java Gem - javanica×stuartiana(Stones River) 1981
- Jiaho's Lovely Star -stuartiana× lobbii(Nobby Orch.) 2004
- Kuanida Kristanto -stuartiana× fimbriata(A. Kolopaking) 1976
- Leda - amabilis×stuartiana(Veitch) 1888
- Lippold's Favorit -stuartiana× bellina(P. Lippold) 2006
- Little Dragon -stuartiana× celebensis(Hou-Tse Liu) 1987
- Louisiana Pixie -stuartiana× philippinensis(Breckinridge) 1991
- Maria Balster - mariae×stuartiana(J. Werner) 2001
- Margret Lippold [7] (Margaret Lippold [6]) -stuartiana× fasciata(P. Lippold) 2003
- Micholart -stuartiana× micholitzii(H. Wallbrunn) 1970
- New Wave -stuartiana× venosa(Paphanatics) 1985
- Painted Beauty -stuartiana× bastianii(P. Lippold) 2007
- Paris Star -stuartiana× parishii(Hou Tse Liu) 2003
- schilleriano-stuartiana - schilleriana×stuartiana(Природний гібрид) 1856
- Schilleriano-Stuartiana - schilleriana×stuartiana(Low) 1899
- Stewed Corn - cornu-cervi×stuartiana(Fredk.L.Thornton) 1978
- Stuartiano-Mannii - mannii×stuartiana(Veitch) 1898
- Susanti - sumatrana×stuartiana(A. Kolopaking) 1975
- Tetra Star -stuartiana× tetraspis(Hou-Tse Liu) 2003
- Wiganiae - schilleriana×stuartiana(S. Low) 1899
- Zuma Elf - violacea×stuartiana(Zuma Canyon) 1981
- Zuma's Angelita -stuartiana× fuscata(Zuma Canyon) 1978